# Anton Obholzer
Anton Manfred Obholzer (Ciudad del Cabo, Sudáfrica, 29 de junio de 1968) es un deportista británico que compitió en remo. Su hermano Rupert compitió en el mismo deporte.
Ganó dos medallas de bronce en el Campeonato Mundial de Remo, en los años 1989 y 1991. Participó en los Juegos Olímpicos de Seúl, ocupando el cuarto lugar en la prueba de ocho con timonel.

## Palmarés internacional
| Campeonato Mundial | Campeonato Mundial | Campeonato Mundial | Campeonato Mundial |
| Año                | Lugar              | Medalla            | Prueba             |
| ------------------ | ------------------ | ------------------ | ------------------ |
| 1989               | Bled (Yugoslavia)  | Medalla de bronce  | Ocho con timonel   |
| 1991               | Viena (Austria)    | Medalla de bronce  | Ocho con timonel   |